# Eleutherodactylus martinicensis
Eleutherodactylus martinicensis es una especie  de anfibio anuro de la familia Eleutherodactylidae.

## Distribución geográfica
Es endémica de varias de las islas de Barlovento: Guadalupe, Marie-Galante, La Deseada, islas de los Santos, Martinica, Dominica y Antigua; extinta en Santa Lucía e introducida en San Martín y San Bartolomé.